# Donald Duck
Donald Duck este un personaj de desene animate creat de Walt Disney în 1934. Donald este o rață albă antropomorfică cu un cioc si picioare galbene-portocalii. De obicei poartă o cămașă de marinar, o beretă, precum și un papion roșu, dar nu și pantaloni (cu excepția când se duce la înot). Trăsătura care l-a făcut pe Donald faimos a fost personalitatea sa și temperamentul său exploziv. Donald a fost onorat oficial ca al treilea cel mai popular personaj din toate timpurile, cu prietenul său Mickey Mouse pe locul întâi, iar pe locul al doilea Bugs Bunny de la Warner Bros. Donald a apărut în cele mai multe filme decât orice alt personaj Disney.
În cele mai multe desene cu el, Donald vrea să aibă un timp de relaxare și de liniște, până când ceva apare și îi strică ziua. Temperamentul său îi cauzează destule suferințe, iar de cele mai multe ori îl face chiar să piardă competiții. Uneori chiar se luptă să își țină temperamentul și chiar reuește, doar că mereu revine la starea sa inițială la sfârșit. Uneori acest temperament îl și ajută și are avantaje. De exemplu când este intimidat de Pete, frica sa se transformă în furie și astfel a putut să înfrângă fantome, rechini, capre negre, zmei uriași și alte forțe ale naturii. Și chiar ajunge în frunte în urma luptelor. Donald mai poate fi și un fel de farseor (prankster), și poate fi considerat un fel de bătăuș, mai ales în privința nepoților săi și Chip și Dale. Dar de cele mai multe ori nu intenționează faptele sale rele, și chiar le regretă la final. Donald mai este și foarte lăudăros, și se mândrește mai tot timpul de cât de talentat e la un anume lucru. Și chiar are multe talente, ca pescuitul și hockey-ul, dar lăudăroșenie sa îi urcă mai mereu la cap, ceea ce duce la rezultate haioase.

## Istorie
Originile numelui Donald Duck par a fi inspirate după legenda de cricket Donald Bradman. Walt Disney era în cursul de a crea un nou prieten pentru Mickey Mouse când acesta a dat peste un ziar despre Bradman, ceea ce l-a influențat să numească personajul Donald. Expertul în voce Clarence Nash a făcut audiții pentru Walt Disney Studios, când acesta a auzit că Disney căuta oameni ce știu să imite sunete de animale. Disney a fost impresionat de sunetele sale de rață și l-a ales pe el ca vocea lui Donald. Pe lângă asta, Mickey Mouse începuse să devină un model pentru copii așa că trebuia să existe și cineva care să arate și caracteristici negative, ce nu mai puteau fi atribuite lui Mickey. Deși Dick Huemer și Art Babbit sunt primii care l-au animat, Dick Lundy este cel ce l-a developat pe Donald ca personaj.
Prima apariție a lui Donald a fost în 1934, în desenul The Wise Little Hen (Găinușa înțeleaptă) din seria Silly Symphonies, deși personalitatea sa nu era încă developată, și doar joacă rolul prietenului de prisos din povestea originală. Ziua lansării filmului, 9 iunie, este în mod oficial considerată de compania Disney ca ziua de naștere a lui Donald, în ciuda mai multor contradicții în cadrul universului. De exemplu în filmul The Three Caballeros este arătat că ziua sa de naștere e pe "vineri 13", care este în raport cu ghinionul său din toate aparițiile. Burt Gillett l-a readus pe Donald în desenul Mickey Mouse Orphan's Benefit, pe 11 august 1934.
Donald a continuat să fie un hit pentru spectatori, și a început să apară în mod regulat în desene cu Mickey Mouse. Desenele din această perioadă sunt considerate de mulți critici ca filme exemplare și clasice. Ben Sharpsteen de asemenea a inventat comedie clasică "Mickey, Donald și Goofy" în 1935, cu desenul Mickey's Service Station. Disney a creat în 1937 propria serie solo a personajului, primul dintre acestea fiind Don Donald. Acest desen de asemenea a introdus dragostea lui Donald, Donna Duck, ce mai târziu va evolua în personajul Daisy Duck pe care îl știm și azi. Nepoții săi, Huey, Dewey și Louie, vor debuta de asemenea un an mai târziu (au fost introduși mai devreme în banda desenată Donald Duck de către Al Taliaferro). Din 1938 a fost arătat că Donald era cu mult mai popular decât Mickey Mouse. În urma primelor apariții, acesta a ajuns ca parte a faimosului trio Mickey, Donald, și Goofy.
În timpul celui de-Al Doilea Război Mondial Donald a fost parte a mai multor filme de propagandă, unul din ele (Der Fuehrer's Face) chiar câștigând Premiul Oscar pentru cel mai bun scurt metraj de animație din 1942. În acest episod Donald are rolul unui muncitor din fabrica de artilerie din "Nutzi Land" (Germania Nazistă). Alte desene notabile constă în o miniserie de șapte filme ce urmărește viața rățoiului în Armata Statelor Unite ale Americii. Datorită acestor filme, opere de artă cu Donald au fost puse pe fiecare tip de combatere a avioanelor de către Aliații din al Doilea Război Mondial.

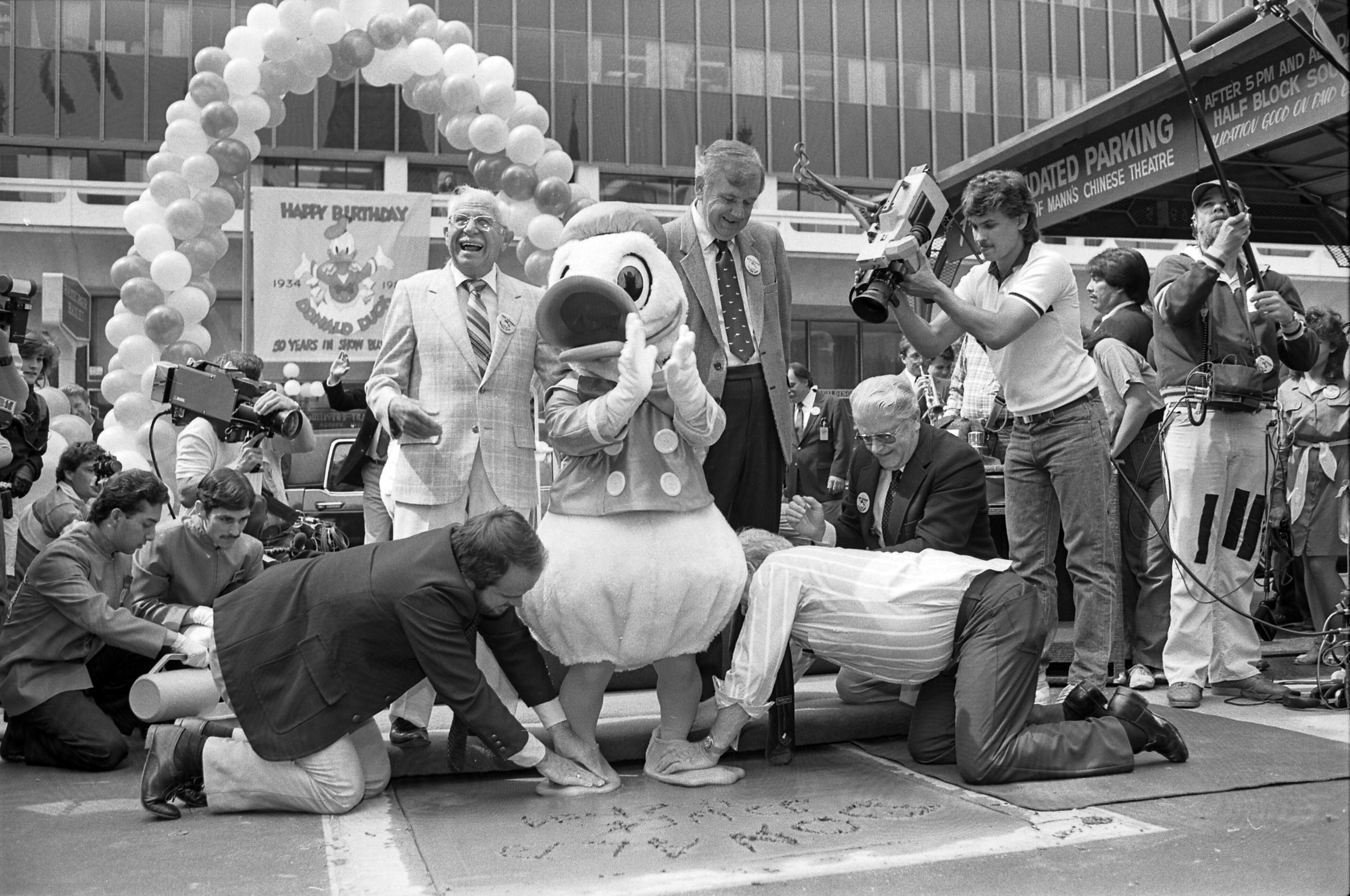
Donald își imprimă amprentele la Teatrul Chinezesc Grauman, 1984

După aceea, rățoiul a fost pus în desenele următoare ca victimă a anticilor sâcâitoare a celorlalte personaje. Este încontinuu atacat, hărțuit și ridiculizat de nepoții lui, Chip și Dale, Pete, Humphrey Ursul și mulți alții. Ca o întoarcere a favorului, Donald a căpătat și probleme de temperament în urma întoarcerii din război, iar o teorie de pe net și Youtube afirmă că este din cauza faptului că Donald are sindromul de stres posttraumatic. Astfel, la fel ca desenele cu Bugs Bunny de la Warner Bros, artiștii Disney a inversat scenariul "screwball" perfecționat de alții, în care personajul principal este provocatorul acestor comportamente hărțuitoare, și nu victima lor.
În filmul Cine vrea pielea lui Roger Rabbit? (Who Framed Roger Rabbit?) Donald face un duet la pian cu rivalul și echivalentul său, Daffy Duck de la Warner Bros. De atunci Donald a apărut în diferite seriale de televiziune și filme de animație, cu sau fără Mickey Mouse și ceilalți prieteni. A avut un rol foarte redus și limitat în serialul Povești cu Mac-Mac (Ducktales). Acolo Donald se alătură Marinei din SUA și își lasă nepoții în grija Unchiului Scrooge. Și-a obținut în final propriul serial în 1996, numit Gașca Rațelor (Quack Pack), care presupune o familie Duck modernizată. Donald acum poartă un tricou hawaiian, iar Huey, Dewey, și Louie sunt adolescenți cu propria personalitate fiecare. În afară de Ludwig Von Drake nici un alt membru Duck nu apare în Gașca Rațelor.
Donald se întoarce în Fantasia 2000, ca prim ajutor al lui Noe. Donald conduce animalele către arc și vrea să le controleze. El crede în mod tragic că a pierdut-o pe Daisy, și aceasta la fel, dar aceștia se reunesc la sfârșitul schiței.
De asemenea, rățoiul are un rol important în Fabrica de râs a lui Mickey (Mickey Mouse Works) și Casa lui Mickey Mouse (House of Mouse). În al doilea Donald este codeținătorul nightclubului lui Mickey. Face parte și din înclinarea de ansamblu a personajelor clasice în Clubul lui Mickey Mouse (Mickey Mouse Clubhouse). Mai apare și în noile scurt-metraje cu Mickey Mouse pentru televiziune de pe Disney Channel din 2013.

### Voci

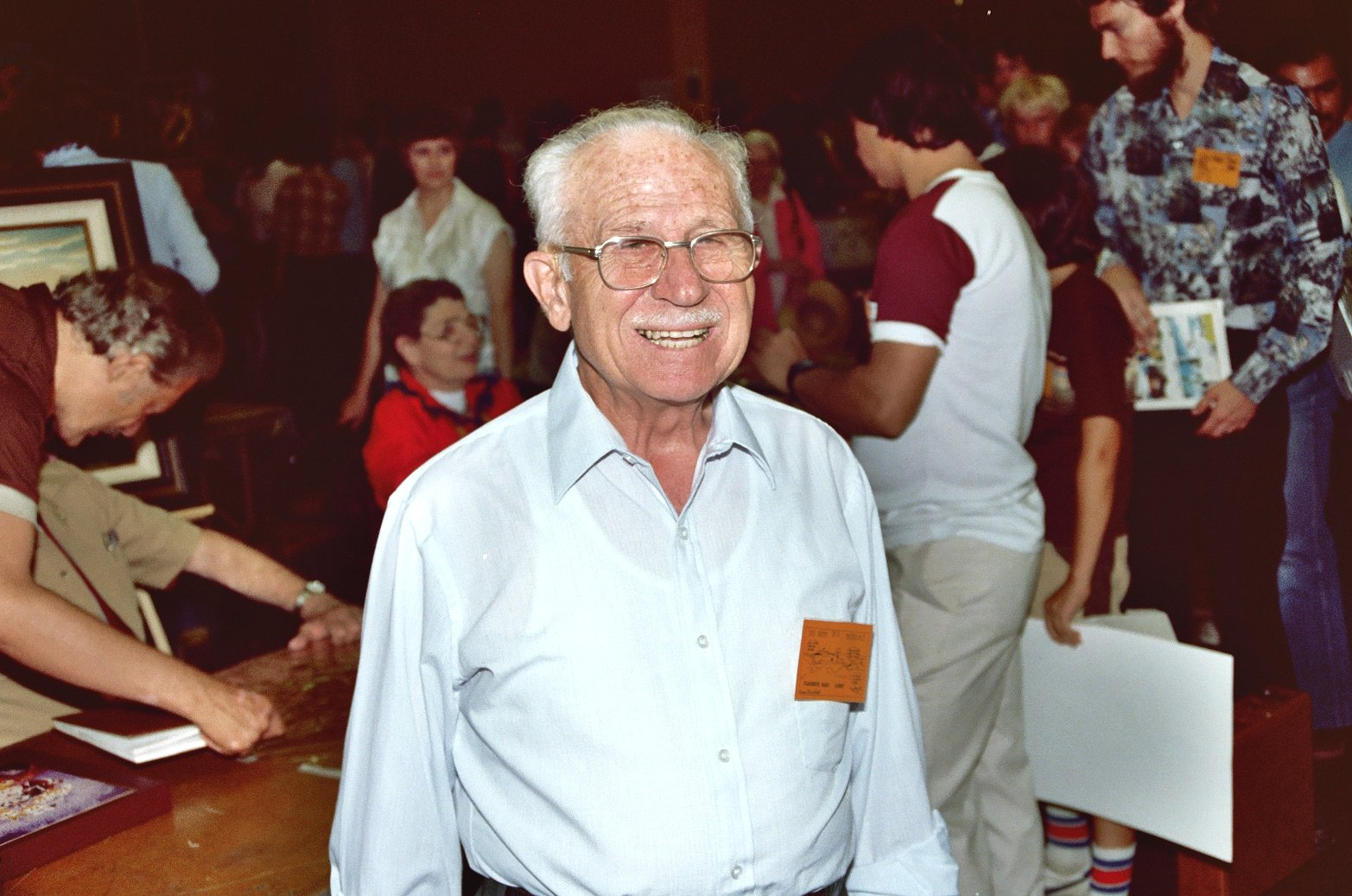
Clarence Nash, prima voce a lui Donald Duck

Donald a fost jucat prima oară de Clarence Nash, ce i-a fost voce timp de 50 de ani. Ultima oară când acesta i-a făcut vocea a fost pentru Colindul lui Mickey (Mickey's Christmas Carol), făcându-l pe Donald singurul personaj să fie jucat de actorul lui inițial. Însă acesta a continuat să îi fie voce în promo-uri și spoturi publicitare până la decesul său în 1985. După aceea vocea lui Donald a fost și este jucată și în prezent de Tony Anselmo, care a fost învățat chiar de Nash pentru acest rol. În noul serial Mickey și piloții de curse (Mickey and the Roadster Racers), rățoiul are vocea lui Daniel Ross.

## În benzi desenate
Pe lângă animație, Donald este cunoscut și pentru apariții în benzi desenate. Donald a fost desenat mai ales de Al Taliaferro, Carl Barks, și Don Rosa. Barks în particular este cunoscut pentru expansiunea sa a universului Donald Duck, în care rățoiul trăiește, și creând multe personaje adiționale ca unchiul incredibil de bogat al său, Scrooge McDuck. Donald este foarte popular în Europa, mai ales în cea de Nord unde revista sa lunară Donald Duck & Co a fost cea mai populară publicație din 1950 până în 2009.

## În parcurile Disney
Donald Duck a avut un rol major în multe parcuri Disney tematice de-a lungul anilor, și chiar a fost văzut în mai multe atracții decât Mickey Mouse. A fost văzut în locuri ca Animagique, Mickey Mouse Revue, Mickey's PhilharMagic, Disneyland: The First 50 Magical Years și Gran Fiesta Tour Starring the Three Caballeros. Apare de asemena în parcuri ca un personaj mascotă costumat.

## Filmografie

### Filme lungi
| - Dragonul reluctant (The Reluctant Dragon) (1941) - Saludos Amigos (1942) - The Three Caballeros (1944) - Fun and Fancy Free (1947) - Melody Time (1948) - Donald Duck's 50th Birthday (1984) - Cine vrea pielea lui Roger Rabbit? (Who Framed Roger Rabbit) (1988) (cameo) - Mickey's 60th Birthday (1988) | - Filmul cu Goofy: Peripeții în familie (A Goofy Movie) (1995) (cameo) - Mickey: A fost odată de Crăciun (Mickey's Once Upon a Christmas) (1999) - Fantasia 2000 (1999) - Mickey, Donald și Goofy: Cei trei mușchetari (Mickey, Donald, Goofy: The Three Musketeers) (2004) - Mickey: A fost de două ori Crăciunul (Mickey's Twice Upon a Christmas) (2004) |

### Seriale de televiziune
- Povești cu Mac-Mac (Ducktales) (1987–1990, ca personaj secundar)
- Donald Duck Presents (program cu desene clasice Disney)
- Donald's Quack Attack (program cu desene clasice Disney)
- Bonkers (1993–1995, cameo)
- Gașca Rațelor (Quack Pack) (1996–1997)
- Fabrica de râs a lui Mickey (Mickey Mouse Works) (1999–2000)
- Casa lui Mickey Mouse (House of Mouse) (2001–2003)
- Clubul lui Mickey Mouse (Mickey Mouse Clubhouse) (2006–2016)
- Mickey Mouse (2013-prezent)
- Mickey și piloții de curse (Mickey and the Roadster Racers) (2017-prezent)
- Povestirile Rățoiului (Ducktales) (2017-prezent)

## Legături externe
- Donald Duck la Internet Movie Database
- en  Donald Duck's family tree
- en  Toonopedia: Donald Duck